# Neumühle/Elster
Neumühle/Elster ist ein Stadtteil der Stadt Greiz im Landkreis Greiz in Thüringen. Bis zum 30. Dezember 2019 war er eine eigenständige Gemeinde. Namensgebend ist die Ortslage „Neumühle“, die jedoch nicht die größte Siedlung des Stadtteils ist.

## Geographie und Lage
Der Stadtteil liegt im Thüringer Schiefergebirge im Tal der Weißen Elster, welches im Siedlungsgebiet durch mehrere Nebenflüsse aufgeweitet wird. Dies sind unter anderem der Nitschareuther, der Krebs- und der Schlötenbach, entlang derer sich die Hauptstraßen und Siedlungsgebiete erstrecken.
Die Innenstadt von Greiz liegt ca. 7 Kilometer südlich des Stadtteils. Östlich grenzt die Gemeinde Mohlsdorf-Teichwolframsdorf mit den Orten Kleinreinsdorf und Waltersdorf an, westlich liegt das zu Langenwetzendorf gehörige Nitschareuth. Diese Orte liegen auf den Hochebenen der Weißen Elster und den Tälern ihrer Nebenflüsse.

## Geschichte

### Die Neue Mühle und Siedlung Neumühle

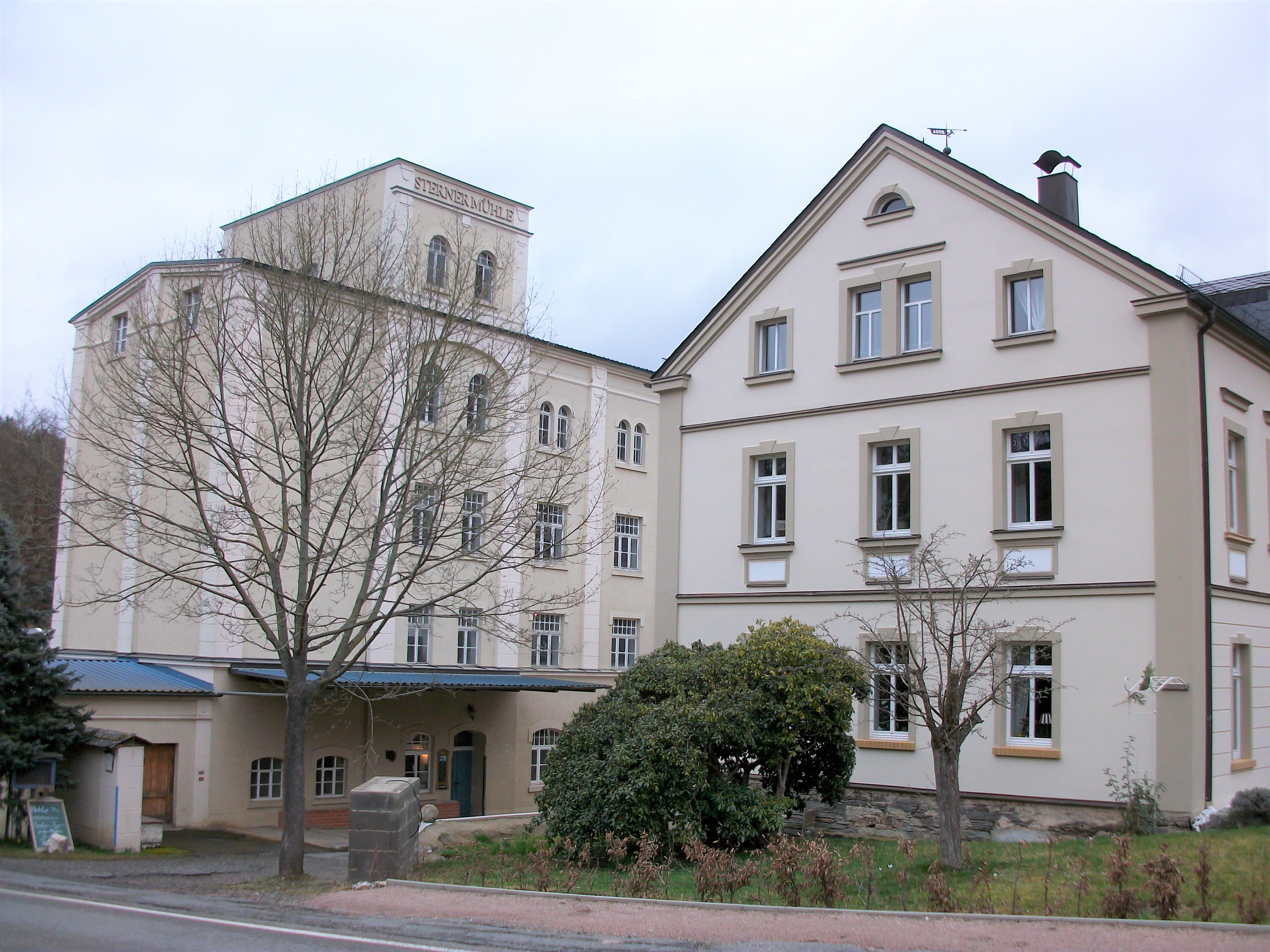
Neue Mühle in Neumühle/Elster

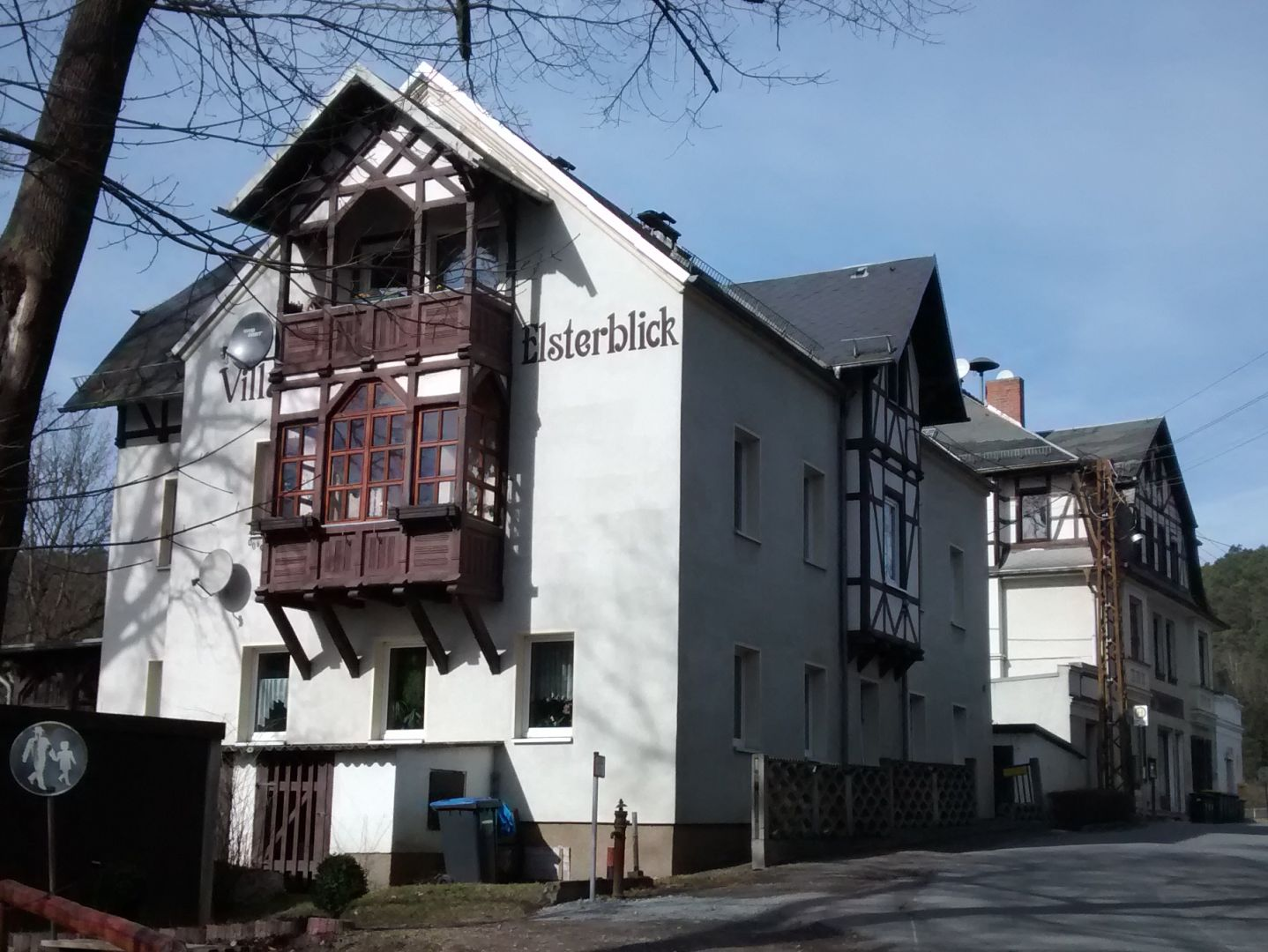
Villa Elsterblick

Die „Neue Mühle“ wurde um 1345 als zweite Wassermühle des Gebiets von einem Müller der gegenüberliegenden Knottenmühle erbaut. 1449 erfolgte die erste urkundliche Erwähnung als „Newmöle“. Die Mühle kam 1663 für fast 300 Jahre in Besitz der Familie Schaller, woher sich der frühere Name „Schallermühle“ ableitet. Seit 1956 wird die Mühle nun durch die Familie Sterner betrieben, die Mühle heißt seitdem offiziell „Sternermühle“.
Rund um die Mühle entstand die heutige Siedlung „Neumühle“, die später Namensgeber für die Gemeinde und den Stadtteil wurde. 1890 wurde diese durch den „Verband vogtländischer Gebirgsvereine“ zur Sommerfrische und später zum Luftkurort ernannt. Nach der Gründung des Landes Thüringen am 1. Mai 1920 und dem im Juni 1922 beschlossenen Kreiseinteilungsgesetz erfolgte am 1. Oktober 1922 die Bildung des Landkreises Greiz, in welchen Neumühle zunächst als Teil der Gemeinde Nitschareuth eingegliedert wurde.

### Gründung der Gemeinde Neumühle/Elster

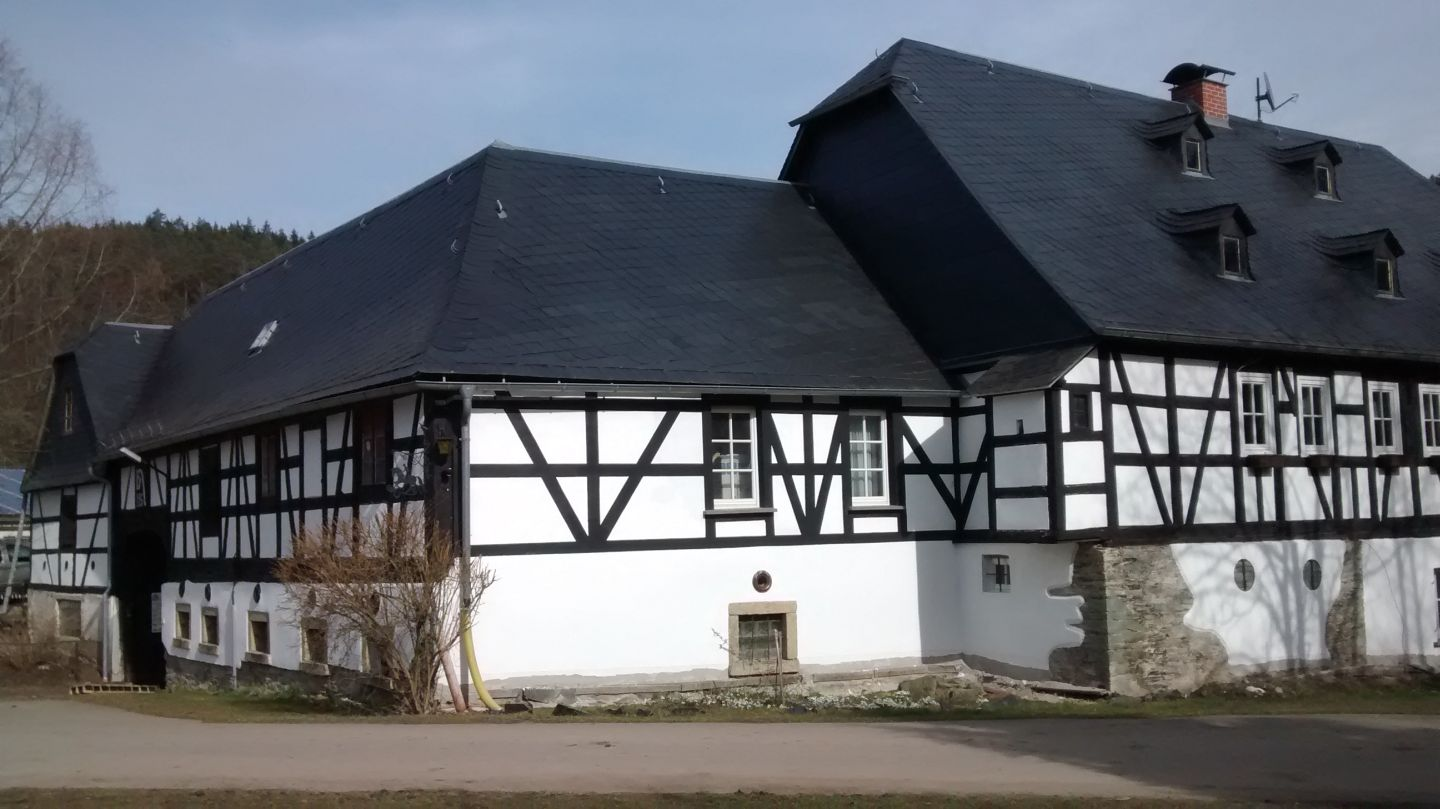
Bretmühle

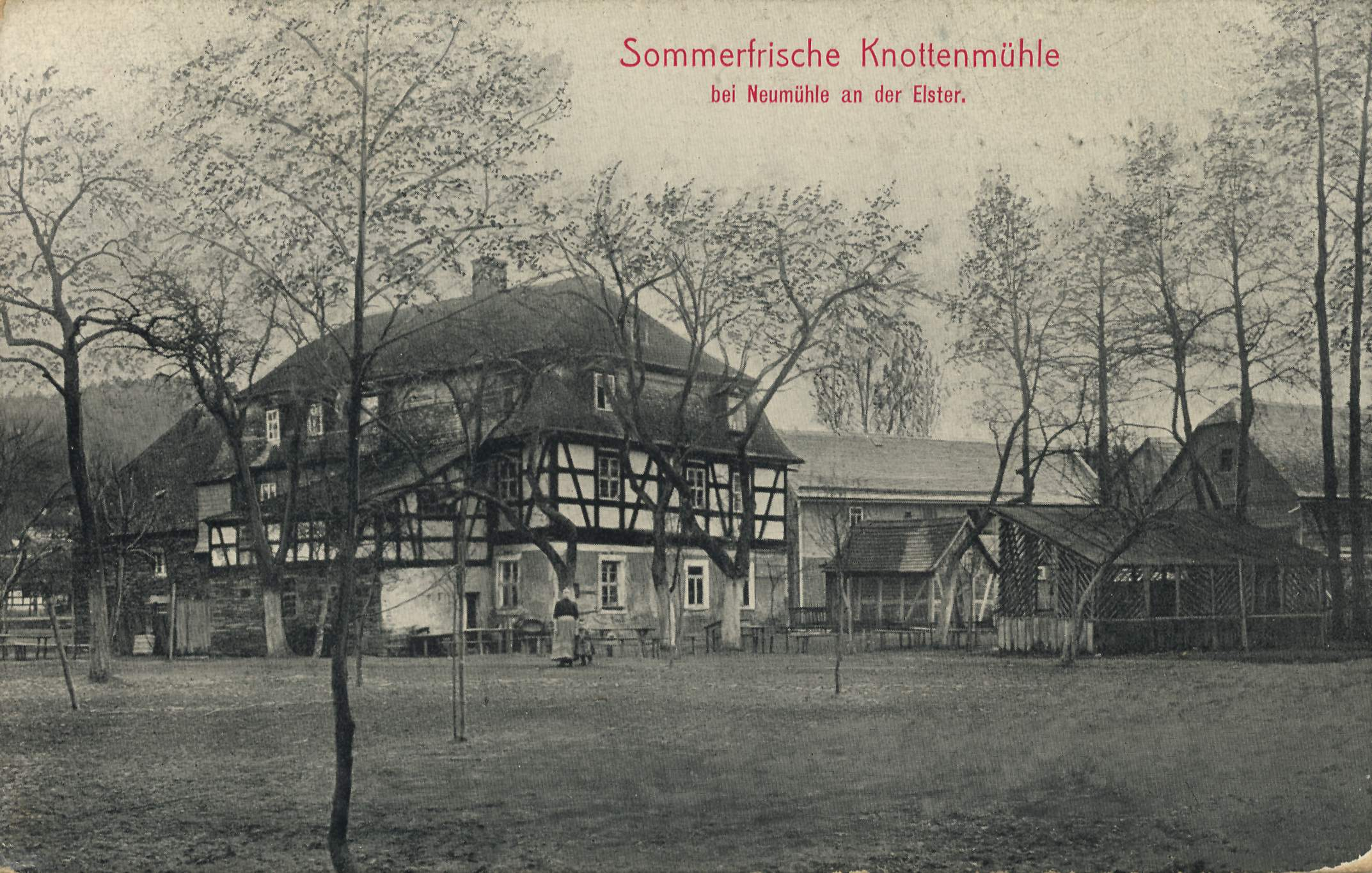
Knottenmühle (1910)

Der Stadtteil Neumühle ist kein Bestandteil der historischen Siedlungslandschaft. Das Gebiet gehörte bis 1960 zu vier verschiedenen Gemeinden: Nitschareuth, Tschirma, Waltersdorf und Kleinreinsdorf. Dies resultierte aus dem früheren Umstand, dass jede Gemeinde ihr Mehl in einer eigenen Mühle mahlen musste. Dadurch entstand im Elstertal eine Ansammlung von nahen Siedlungen, die fernab der jeweiligen Orte lagen. Bereits in der zweiten Hälfte des 19. Jahrhunderts wurden Anstrengungen unternommen, diese in einer eigenen Gemeinde zusammenzufassen. Dies scheiterte jedoch am Widerstand der umliegenden Orte, die die entsprechenden Gebiete hätten abgeben müssen.
Erst ein 1958 gegründeter Ortsausschuss der Nationalen Front der DDR trieb die Idee einer eigenen Gemeinde weiter voran. 1959 fanden Beratungen über die Grenzfestlegung statt, am 18. Januar 1960 wurde die Neubildung der Gemeinde durch den Ministerrat der DDR rückwirkend zum 1. Januar 1960 beschlossen. Ein Bürgermeister fand sich jedoch erst nach der Wiedervereinigung. Folgende Siedlungen wurden Bestandteil der neuen Gemeinde:
| Vorherige Gemeinde | Siedlungen                                                  |
| ------------------ | ----------------------------------------------------------- |
| Nitschareuth       | Neumühle, Bretmühle, Neuhammer, kleiner Anteil Knottengrund |
| Waltersdorf        | Knottengrund, Krebsmühle                                    |
| Kleinreinsdorf     | Grüne Eiche                                                 |
| Tschirma           | Lehnamühle                                                  |

Die ehemaligen Zugehörigkeiten des Stadtteils sind heute noch gut zu erkennen. So sind die einzelnen Siedlungen nur teilweise zusammengewachsen und es existiert kein gemeinsam gewachsenes Zentrum.

### Verwaltungsgemeinschaft und Eingemeindung
Nach der deutschen Einheit und der Wiederherstellung des Freistaates Thüringen wurden zur effektiveren Verwaltung Verwaltungsgemeinschaften gebildet. Am 22. Januar 1992 wurde die Verwaltungsgemeinschaft Neumühle/Elster bestehend aus Daßlitz, Kleinreinsdorf, Neugernsdorf, Neumühle/Elster, Nitschareuth und Waltersdorf gegründet, wobei die Gemeinde Neumühle/Elster Sitz der Verwaltungsgemeinschaft wurde. Bereits am 31. Dezember 1995 wurde diese wieder aufgelöst.
Am 15. März 1996 wurde die Stadt Greiz Erfüllende Gemeinde für Neumühle/Elster. Nach exakt 60 Jahren als eigenständige Gemeinde wurde Neumühle/Elster am 31. Dezember 2019 im Rahmen der Gebietsreform in Thüringen auf Gemeindeebene in die Stadt Greiz eingegliedert.

## Verkehr

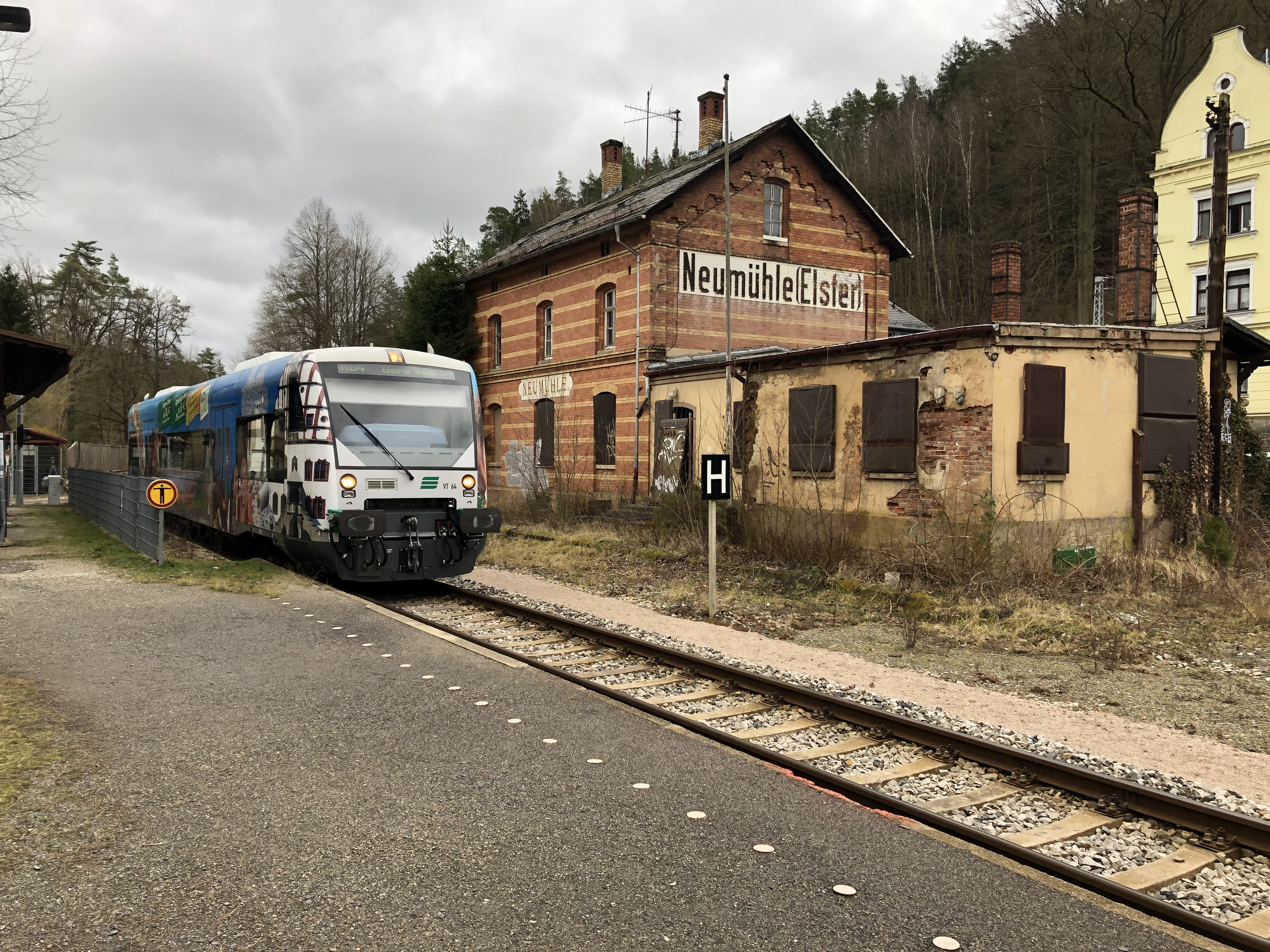
Bahnhof Neumühle (Elster) mit Triebwagen der Vogtlandbahn (2020)

### Verkehrliche Anbindung
Der Stadtteil ist in alle Himmelsrichtungen durch Straßen an das Umland angebunden. Die L 2344 führt südlich nach Greiz und die L 1085 in West-Ost-Richtung von Langenwetzendorf und der Bundesstraße 92 nach Teichwolframsdorf durch die Siedlungen Neumühle, Knottengrund und Krebsmühle. Kreisstraßen führen weiterhin über Waltersdorf nach Berga/Elster und binden die Lehnamühle an.
Die Elstertalbahn führt durch die Siedlung Neumühle und besitzt dort einen Haltepunkt. Dieser wird stündlich abwechselnd durch Regional-Express-Züge der DB Regio und Regionalbahnen der Vogtlandbahn bedient. Dadurch besitzt der Stadtteil eine direkte Anbindung nach Erfurt, Gera, Plauen und Adorf. 1891 wurde das heutige Bahnhofsgebäude errichtet. Ab 1922 führte weiterhin ein Fußgängertunnel unter den Gleisen hindurch, der heute jedoch versperrt ist. Auch das 1926 errichtete Kreuzungsgleis wurde mittlerweile entfernt.
Im Busverkehr bedient die PRG Greiz Neumühle mit den Linien 20 und 21. Diese stellen Verbindungen nach Greiz, Daßlitz und Teichwolframsdorf her.

### Die Elsterbrücke
Das durch die Weiße Elster geteilte Siedlungsgebiet war mehrere Jahrhunderte lang lediglich durch eine Furt verkehrlich verbunden, die bei Hochwasser unpassierbar war. Dieser neuralgische Punkt wurde 1870 mittels einer durch den Besitzer der Neuen Mühle privat finanzierten Brücke ganzjährig befahrbar gemacht. Bereits 1871 wurde diese erstmals durch Eisgang zerstört und in den folgenden Jahrzehnten immer wieder aufgebaut. Die Bedeutung der Brücke stieg nach der feierlichen Eröffnung der Bahnstrecke Gera Süd–Weischlitz am 17. Juli 1875 und der Eröffnung einer Postagentur am 1. Mai 1884.
Die 1892 erbaute vierte Elsterbrücke wurde erstmals staatlich finanziert, 1945 jedoch im Zweiten Weltkrieg gesprengt, um die vorrückenden amerikanischen Truppen aufzuhalten. Diese wurde erst später mit Holzbelag instand gesetzt, was einen hohen Wartungsaufwand verursachte. Erst 2006 wurde diese fünfte Brücke durch eine neue Stahlbetonbrücke ersetzt. Sie ist Teil der Landesstraße 1085.

## Politik
- Linke: 1
- FFWN: 4
- oL-BI: 1

Der letzte Gemeinderat von Neumühle/Elster wurde am 26. Mai 2019 gewählt. Die Wahlbeteiligung lag bei 71,4 %. Dabei wurden folgende Wahlergebnisse erzielt:
- Wählervereinigung Die Linke – 1 Sitz (12,9 %)
- Freiwillige Feuerwehr Neumühle – 4 Sitze (71,0 %)
- offene Liste-Bürgerinitiative – 1 Sitz (16,1 %)

Seit 1994 war Pedra Hofmeister Bürgermeisterin von Neumühle/Elster.

## Einwohnerentwicklung
Entwicklung der Einwohnerzahl (Stand jeweils 31. Dezember):
| 1994 bis 1999 - 1994: 478 - 1995: 479 - 1996: 513 - 1997: 514 - 1998: 511 - 1999: 516 | 2000 bis 2004 - 2000: 522 - 2001: 518 - 2002: 498 - 2003: 488 - 2004: 481 | 2005 bis 2009 - 2005: 467 - 2006: 442 - 2007: 426 - 2008: 421 - 2009: 401 | 2010 bis 2014 - 2010: 391 - 2011: 430 - 2012: 415 - 2013: 430 - 2014: 425 | 2015 bis 2018 - 2015: 430 - 2016: 420 - 2017: 420 - 2018: 421 |

 Datenquelle: Thüringer Landesamt für Statistik

## Persönlichkeiten
- Horst Bernhard Knöpfel (1920–2007), Schriftsteller und Publizist
- Roland Prüfer (1944–2020), Motorsportler auf zwei und vier Rädern
- Eckehardt Knöpfel (* 1946), Pädagoge und Didaktiker